# Dictyocaulus capreolus
Dictyocaulus capreolus är en rundmaskart. Dictyocaulus capreolus ingår i släktet Dictyocaulus, och familjen Dictyocaulidae. Arten är reproducerande i Sverige.